# Monte Belo do Sul

Localización de Monte Belo do Sul en el mapa de Rio Grande do Sul

Monte Belo do Sul es un municipio brasileño del estado de Rio Grande do Sul.
Se encuentra ubicado a una latitud de 29º09'46" Sur y una longitud de 51º37'54" Oeste, estando a una altitud de 645 metros sobre el nivel del mar. Su población estimada para el año 2004 era de 2.859 habitantes.
Ocupa una superficie de 67,724 km².
- Datos: Q1757428
- Multimedia: Monte Belo do Sul / Q1757428